# Alexander Gibson (magistrat)
Pour les articles homonymes, voir Alexander Gibson et Gibson.
Ne doit pas être confondu avec Alexander Gibson (magistrat, fils).
Alexander Gibson (mort en 1644) est un magistrat et juriste écossais du XVIIe siècle.

## Biographie
Alexander Gibson est appointé en 1594 clerc à la Cour de session, juridiction civile suprême d'Écosse. Il est clerc aux parlements écossais de 1612 et 1617. En 1614, il fait l'acquisition de la terre de Durie, dans le Fife. Il est nommé lord de session (juge à la cour de session), le 10 juillet 1621. Il choisit de siéger sous le titre de Lord Durie. Il est ensuite nommé au conseil privé d'Écosse (en), où il reste de 1622 à 1625.
Son ascension politique s'arrête en 1625 avec l'accession au trône de Charles Ier, roi d'Écosse, d'Angleterre et d'Irlande. Le roi décide que les fonctions de membre du conseil privé et de juge à la cour de session sont incompatibles, et il doit choisir. En 1628, il semble avoir refusé d'être créé baronnet dans le baronnetage de Nouvelle-Écosse, probablement par dépit d'avoir dû renoncer au conseil privé. Il est président de la cour des sessions en 1642 et 1643. Il meurt le 10 juin 1644.

## Œuvre
Du 11 juillet 1621 au 16 juillet 1642, il a conservé les minutes des décisions. Celles-ci constituent le premier recueil de décisions du droit écossais ; elles sont souvent surnommées « Les Pratiques de Lord Durie » (Lord Durie's Practicks). Elles ont été publiées en 1690 à Édimbourg par son petit-fils Sir Alexander Gibson, sous le titre Decisions of the Lords of Council and Session,.